# Hans-Thorald Michaelis

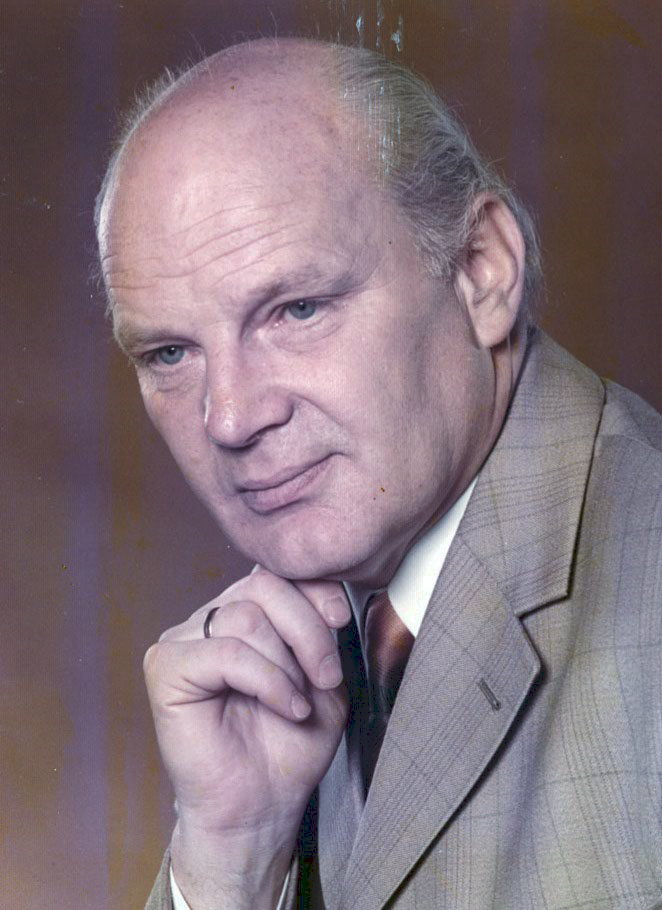
Hans Thorald Michaelis

Hans-Thorald Michaelis (* 23. April 1925 in Hannover; † 18. Dezember 2004 in Aachen) war ein deutscher Historiker, Germanist und Genealoge.

## Leben
Der Sohn des Ingenieurs Reinhold Michaelis (1896–1974) und der Gerda von Boehmer (1899–1925), Tochter des Ingenieurs Hugo Erich von Boehmer, durchlief nach dem Studium der Geschichte, Germanistik, Philosophie und evangelischen Theologie in Frankfurt am Main, Mainz, Göttingen und Marburg die Laufbahn eines Gymnasiallehrers. Im Jahr 1963 promovierte er mit dem Thema: „Die Grafschaft Büdingen im Felde der Auseinandersetzungen um die religiöse und politische Einheit des Reiches 1517–1555“.
In der Zeit von 1966 bis 1971 war er maßgeblich mit dem Aufbau und der Leitung des Abendgymnasiums in Wiesbaden betraut. In diesen politisch-turbulenten Zeiten setzte er sich sehr früh für diesen neuen zweiten Bildungsweg, für die „Demokratisierung der Schule“ und damit einhergehend für eine moderne Schülermitverwaltung ein.
Von 1965 bis 1973 engagierte er sich gleichzeitig als aktives Mitglied in der Wiesbadener SPD und veröffentlichte historische Aufarbeitungen in der Festschrift zu ihrem 100-jährigen Bestehen in 1967. Darüber hinaus war Michaelis nach seiner SPD-Zeit im Jahre 1977 Mitbegründer der Freien Wählergemeinschaft (FWG) Wiesbaden sowie von 1965 bis 1981 Mitglied in der Frankfurter Tafelrunde, einer politisch und anfangs noch wirtschaftlich-liberalen Diskussionsrunde. Hier versuchte er bis zu seinem Austritt mit sozial-kritischen Eingaben und Aufsätzen der drohenden Rechtstendenz dieser Organisation entgegenzuwirken, doch konnte er den Trend als Quereinsteiger aus einem anderen politischen Lager und mit seiner Einstellung zur „Politischen Mitte“ nicht verhindern.
Im Rahmen seiner langjährigen Mitarbeit in der evangelischen Kirche setzte er sich ebenfalls sehr früh für die Ökumene in der Kirche ein, und 1968 nahm er als Delegierter an der 4. Vollversammlung des ökumenischen Rates der Kirchen in Uppsala teil. Im Jahr 1976 trat er dem Brüderlichen Kreis bei, einer ordensähnlichen Gemeinschaft evangelischer Prägung, die ihren Ursprung in der im Jahr 1926 gegründeten Baltischen Bruderschaft hat.
Nach seiner Pensionierung im Jahre 1982 wurde er mit dem Aufbau und der Leitung des Archivs des Deutschen Schützenbundes in Wiesbaden betraut. In dieser Zeit verfasste er mehr als zehn historische Publikationen über das deutsche Schützenwesen und organisierte mehrere Ausstellungen.
Schon seit frühester Jugendzeit galt das Interesse Hans-Thorald Michaelis der Genealogie. Auf Basis der in den verschiedenen Familienzweigen bereits vorhandenen genealogischen Unterlagen reiste er ins In- und Ausland, um die Datensätze zu vervollständigen. So entstand für die Familien Michaelis, Böhmer/von Boehmer, von Görschen und Weitbrecht eine Datenbank von mehr als 10.000 Personen. Dazu veröffentlichte er mehr als 50 Publikationen, ergänzt mit entsprechenden historischen Begebenheiten und Zusammenhängen. Dank dieser Recherchen konnte er beispielsweise nachweisen, dass alle direkten Nachkommen seiner Urgroßmutter Mary Barbara Rennie (1836–1920) aus Kilsyth/North Lanarkshire direkte Nachkommen auch des Pilgervaters William Bradford (Kolonialgouverneur) sind. Damit sind diese Personen berechtigt Mitglieder der renommierten Mayflower-Society mit Sitz in Plymouth (Massachusetts) zu sein. 1963 trat er der Arbeitsgemeinschaft ostdeutscher Familienforscher und kurz zuvor der Arbeitsgemeinschaft für mitteldeutsche Familienforschung bei, in deren Zeitschriften Ostdeutsche Familienkunde bzw. Mitteldeutsche Familienkunde, herausgegeben vom Degener-Verlag, er umfangreiche Arbeiten veröffentlichte.
Hans-Thorald Michaelis war verheiratet mit der Musikerzieherin Roselinde Marie von Görschen (1923–1995), Tochter des preußischen Oberstleutnants Horst Friedrich von Görschen und Enkelin des Oberstleutnants Otto von Görschen.

## Schriften (Auswahl)
- Die Grafschaft Büdingen im Felde der Auseinandersetzungen um die religiöse und politische Einheit des Reiches (1517–1555). In: Jahrbuch der Hessischen Kirchengeschichtlichen Vereinigung 16 (1965). S. 1–243. (= Dissertation an der Universität Marburg 1963).
- Das Kind im Blickwinkel neuerer evangelischer und katholischer Theologie. In: Una Sancta. Zeitschrift für ökumenische Begegnung 1966.
- Geschichte der Familie von Boehmer in Fortführung der von Hugo Erich von Boehmer im Jahre 1982 verfassten Genealogie der von Justus Henning Boehmer abstammenden Familien Boehmer und von Boehmer sowie einiger der mit ihnen verschwägerten Familien. Rheinische Verlagsanstalt, Bad Godesberg 1978. (Titel in der Library of Congress: )
- Schützengilden. Ursprung – Tradition – Entwicklung. Keysers Kleine Kulturgeschichte, 1985 (Sonderdruck)
- Unter schwarz-rot-goldenem Banner und dem Signum des Doppeladlers. Gescheiterte Volksbewaffnungs- und Vereinigungsbestrebungen in der Deutschen Nationalbewegung und im Deutschen Schützenbund 1859–1869. Elemente einer Deutschen Tragödie. Peter Lang-Verlag für Europäische Hochschulschriften, 3/549, Frankfurt am Main und Bern 1993. (Titel in der Library of Congress: )
- Kärntner Exilantenschicksal in der Zeit der Gegenreformation. Ein Beitrag zur Geschichte der religiös motivierten Vertreibungspolitik Erzherzog Ferdinand II. in Kärnten in den Jahren 1596–1637. In: Jahrbuch für die Geschichte des Protestantismus in Österreich 112. Jg., Wien 1996.
- Wie Wiesbaden vor 50 Jahren der totalen Zerstörung gerade entging : ein beherzter Entschluß von [Volkssturmführer] Heinrich Michaelis in der Nacht vom 28. März 1945 und dessen segensreiche Folgen  in: Wiesbadener Leben, Bd. 44, Nr. 5, S. 4–7, Wiesbaden, 1995

sowie diverse genealogische Publikationen für die Zeitschriften Genealogie sowie Ostdeutsche, Norddeutsche und Mitteldeutsche Familienkunde des Degener-Verlags (Insingen)
- Die mitteldeutsche Adelsfamilie von Görschen. Geschichte und Genealogie. Posthum bearbeitet, fortgeführt und ergänzt durch Dieter Gilles. In: Herold-Jahrbuch, Neue Folge, Band 27 (2022), Berlin 2023, S. 105–162.